# Obermolbitz
Obermolbitz ist eine Ortslage von Molbitz, einem Ortsteil von Rositz im Landkreis Altenburger Land in Thüringen.

## Lage
Obermolbitz liegt südöstlich von Rositz und nordwestlich von Altenburg im Altenburger-Zeitzer-Lösshügelland und am Rande der Leipziger Tieflandbucht in einem fruchtbaren Ackerbaugebiet. Die Bundesstraße 180 führt nahe am Dorf vorbei. Im Ort verläuft die Kreisstraße 223. Innerhalb der Ortschaft Molbitz liegt Obermolbitz westlich von Untermolbitz.

## Geschichte

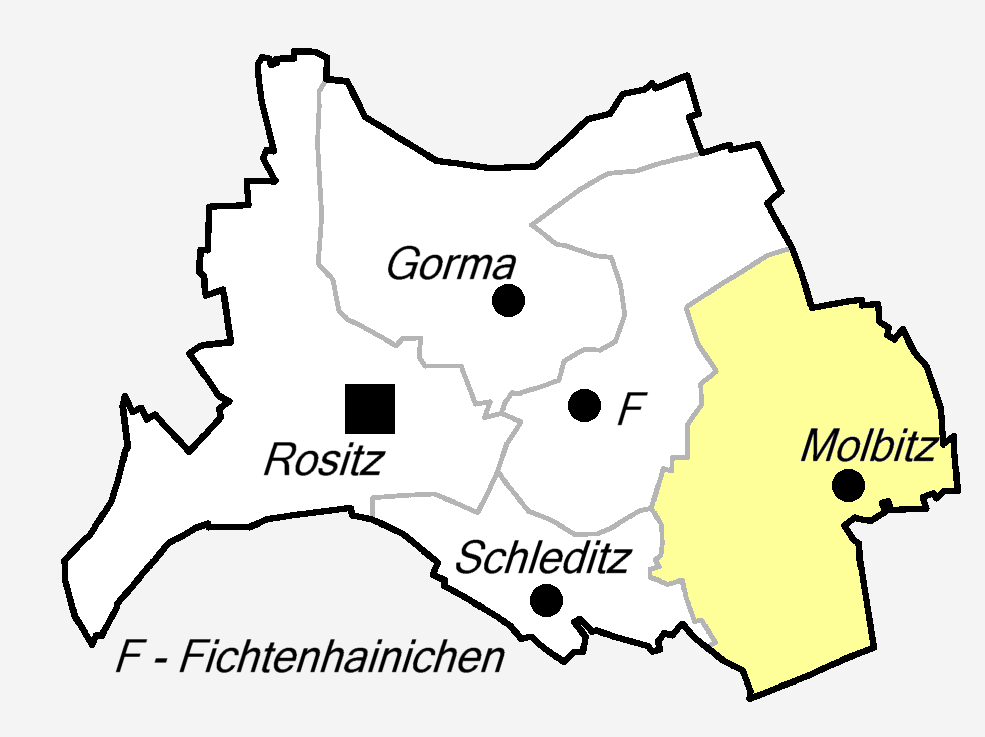
Lage von Molbitz in der Gemeinde Rositz

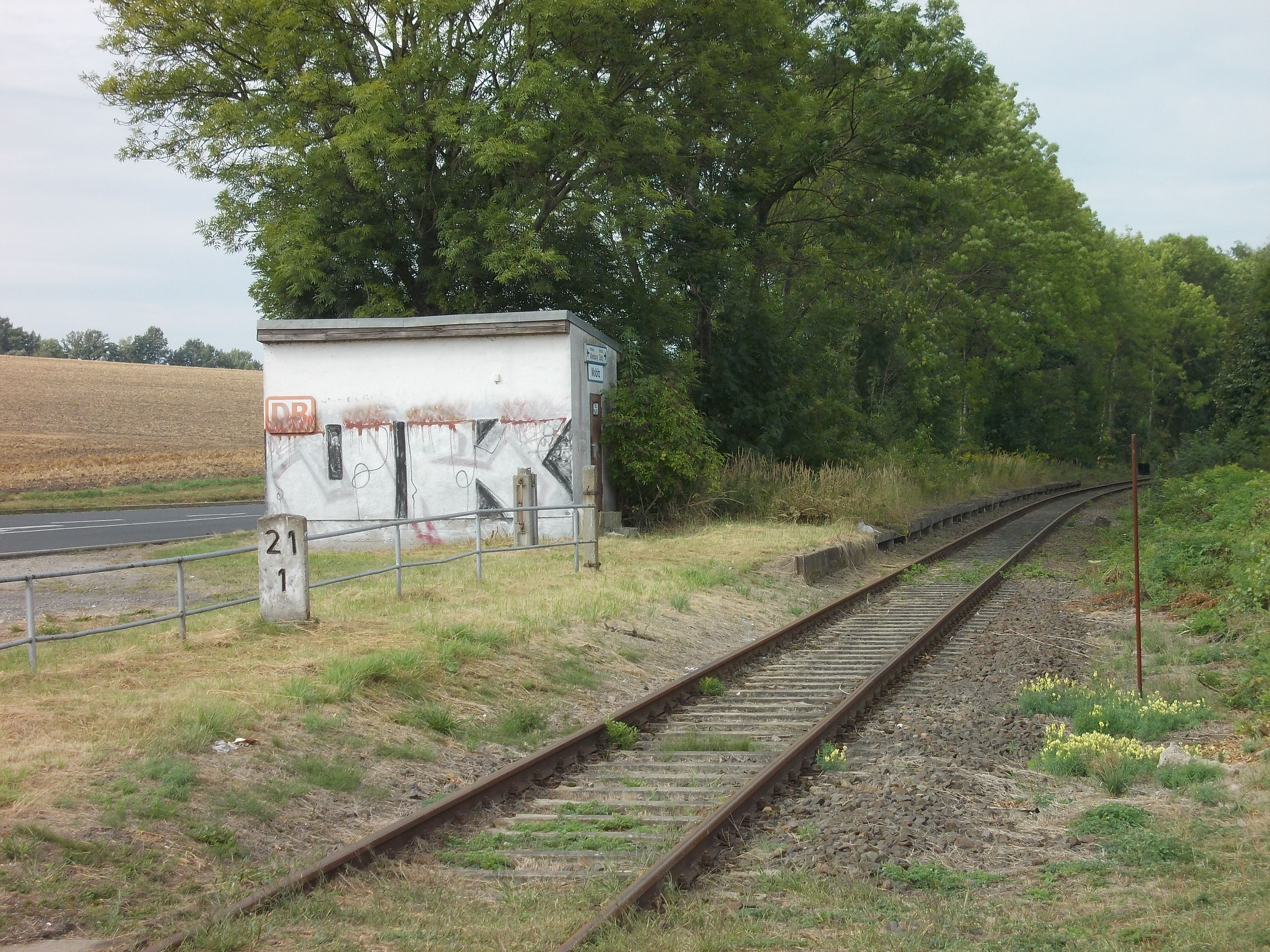
Ehemaliger Haltepunkt Molbitz, Wartehalle

Im Jahre 1336 wurde das Dorf Molbitz als Maluwicz erstmals urkundlich erwähnt. Seit 1445 unterschied man zwischen Obermolbitz (Mallewicz superior) und Untermolbitz (Mallewicz inferior). Beide Orte waren nach Zschernitzsch eingepfarrt. Im 15. Jahrhundert besaß der weilerartige Ort Obermolbitz vier Höfe. Er war somit etwas kleiner als Untermolbitz. Im Ort dominierten Großbauern, während in Untermolbitz Klein- und Mittelbauern ansässig waren.
Obermolbitz gehörte zum wettinischen Amt Altenburg, welches ab dem 16. Jahrhundert aufgrund mehrerer Teilungen im Lauf seines Bestehens unter der Hoheit folgender Ernestinischer Herzogtümer stand: Herzogtum Sachsen (1554 bis 1572), Herzogtum Sachsen-Weimar (1572 bis 1603), Herzogtum Sachsen-Altenburg (1603 bis 1672), Herzogtum Sachsen-Gotha-Altenburg (1672 bis 1826). Bei der Neuordnung der Ernestinischen Herzogtümer im Jahr 1826 kam der Ort wiederum zum Herzogtum Sachsen-Altenburg. Nach der Verwaltungsreform im Herzogtum Sachsen-Altenburg gehörte Obermolbitz bezüglich der Verwaltung zum Ostkreis (bis 1900) bzw. zum Landratsamt Altenburg (ab 1900). Das Dorf gehörte ab 1918 zum Freistaat Sachsen-Altenburg, der 1920 im Land Thüringen aufging. 1922 kam es zum Landkreis Altenburg.
Obermolbitz liegt im Osten des Meuselwitz-Altenburger Braunkohlereviers. Allein auf Obermolbitzer Flur bestanden im ausgehenden 19. Jahrhundert drei Braunkohlengruben, die bekannteste war die Annagrube (zwischen Molbitz und Oberlödla), die zwischen 1867 und 1877 betrieben wurde. Seit 1896 bestand in Obermolbitz eine Brikettfabrik der Molbitzer Kohlenwerke. Obermolbitz besaß vom 19. Juni 1872 bis 14. Dezember 2002 einen Haltepunkt an der Bahnstrecke Zeitz–Altenburg. Im Tagebau wurde die Kohle bei Obermolbitz im Tagebau Germania Nr. 16 (1908 bis 1919) abgebaut.
Im Zweiten Weltkrieg wurden Ober- und Untermolbitz durch die Nähe zu den DEA-Mineralölwerken in Rositz stark zerstört. Um die Orte herum war die Flugabwehr stationiert. Die erste Bombe detonierte im Oktober 1940 in Obermolbitz. Ein verheerender Fliegerangriff auf das Werk erfolgte am 16. August 1944. Der schwerste Luftangriff erfolgte am 14. Februar 1945 gegen 9 Uhr abends. Insgesamt fielen ungefähr 320 Bomben allein auf Ober- und Untermolbitz, dabei starben 14 Menschen. Als Luftschutzräume diente der Tiefbauschacht der Altenburger Kohlenwerke. In dieser Nacht wurde jedes Wohnhaus der beiden Orte beschädigt, zahlreiche Bombentrichter schlossen die Orte ein.
Am 1. Juli 1950 wurden Ober- und Untermolbitz zur Gemeinde Molbitz vereint. Am 1. Januar 1973 erfolgte die Eingemeindung von Molbitz nach Rositz.
(Geschichte des vereinigten Orts im Hauptartikel: Molbitz (Rositz))